# Hieronim Otwinowski
Hieronim Otwinowski (ur. ok. 1571 - zm. ok. 1621) – dyplomata. Pochodził z drobnej szlachty sądeckiej. W kancelarii Jana Zamoyskiego i jego następców zajmował się głównie sprawami mołdawskimi. W 1619 stanął na czele poselstwa do sułtana Osmana II, docierając do Stambułu w marcu 1620 z zadaniem odsunięcia inwazji tureckiej. Liczne upokorzenia, jakich zaznał, a także zebrane informacje, przekonały go, że wojna jest nieunikniona, o czym zawiadomił hetmana Żółkiewskiego, wpływając tym samym na jego decyzję podjęcia tragicznej wyprawy